# Brahmina taitungensis
Brahmina taitungensis är en skalbaggsart som beskrevs av Shuhei Nomura 1977. Brahmina taitungensis ingår i släktet Brahmina och familjen Melolonthidae. Inga underarter finns listade.